# Nova TV (Croacia)
Nova TV es un canal de televisión privado de Croacia, perteneciente a United Group. Se trata de un canal generalista, con informativos, series, concursos y telerrealidad. Es uno de los canales más vistos de Croacia.

## Historia
El canal inició emisiones el 28 de mayo de 2000, siendo el primer canal de televisión privado de Croacia tras recibir la concesión en julio de 1999.
Entre 2004 y 2018, el canal pertenecía a Central European Media Enterprises (CME), sin embargo, el canal fue vendido. Desde entonces, el canal pertenece a United Group.
En 2008, el canal inició emisiones en HD y en 2019, el canal adoptó su actual imagen corporativa.
Nova TV fue el primer canal croata en emitir partidos de la Premier League inglesa o carreras de la Copa Mundial de Esquí Alpino en un canal privado. El primer partido de un club de fútbol nacional en televisión privada se transmitió en Nova TV, Dinamo Bucarest - Hajduk Split. En 2013, Nova TV transmitió por primera vez la Supercopa de Croacia y se aseguró los derechos de la Liga de Campeones. 
Desde septiembre de 2018, Nova TV se hace cargo de las retransmisiones de todos los partidos de la selección de fútbol de Croacia hasta 2028 y se ha asegurado los derechos para emitir la Liga de las Naciones, la Eurocopa y el Mundial.

## Programación
- Dnevnik Nove TV
- Provjereno
- IN magazin
- Naša mala klinika
- Najbolje godine
- Larin izbor
- Stella
- Nad lipom 35
- Zauvijek susjedi
- Kud puklo da puklo
- Zlatni dvori
- Tvoje lice zvuči poznato
- Farma
- Supertalent
- MasterChef Hrvatska
- Survivor[4]